# Jung Chae-yeon
Jung Chae-yeon, nota anche semplicemente come Chaeyeon (정채연?; Suncheon, 1º dicembre 1997), è una cantante, attrice e ballerina sudcoreana.
È meglio conosciuta per essere stata un membro del gruppo femminile sudcoreano I.O.I, formatosi tramite il survival show Produce 101, e delle DIA, scioltesi nel 2022.

## Istruzione
Jung Chae-yeon nasce il 1º dicembre 1997 a Suncheon, in Corea del Sud. Ha frequentato la School of Performing Arts di Seul, in cui si laurea insieme alla compagna delle Dia Ahn Eunjin.

## Carriera

### 2015: Debutto nelle DIA
Nel gennaio 2015, la MBK Entertainment annuncia di avere l'intenzione di far debuttare un nuovo gruppo femminile. Originariamente l'agenzia aveva avuto l'idea di crearlo tramite un survival show, ma ben presto il progetto verrà poi scartato, decidendo di quindi scegliere la formazione del gruppo internamente. Il gruppo finalizza sette membri: Seunghee, Huihyeon, Eunice, Yebin, Eunjin, Jenny e Chaeyeon. Le Dia debuttano con il loro primo album Do It Amazing il 14 settembre 2015, con il singolo "Somehow".

### 2016-2017: I.O.I e debutto come attrice
Nel dicembre 2016, l'agenzia di Chae-yeon, la MBK Entertainment, annuncia che Jung si sarebbe temporaneamente allontanata dalle attività del gruppo per partecipare al survival show Produce 101, per cui ha fatto un'audizione e ha firmato il contratto ancor prima che le DIA debuttassero. Con 215.338 voti, arriva settima nella formazione finale del gruppo, debuttando a maggio con le I.O.I. Una settimana dopo il debutto del nuovo gruppo, MBK conferma che Chae-yeon sarebbe tornata al suo gruppo originale, le Dia, per promuovere il loro ritorno a giugno, e che pertanto sarebbe stata assente dalle I.O.I.
La sua presenza nel drama sudcoreano Drinking Solo è stata confermata il 30 giugno, segnando quindi il suo debutto da attrice.
Il secondo EP delle DIA, Spell, è stato rilasciato il 13 settembre, con il singolo "Mr. Potter". La settimana seguente è impegnata in televisione per la messa in onda di Drinking Solo. In seguito appare nel programma televisivo Hit The Stage insieme al membro delle Dia Eunjin ed in vari altri programmi. Sempre a settembre, Chae-yeon diventa il nuovo volto della marca di gioielli Lamucha, firmando un contratto di 200 milioni di won. Chae-yeon ritorna in seguito nelle I.O.I con la pubblicazione del secondo EP Miss Me? il 17 ottobre, con il singolo "Very Very Very". In quel periodo Jung stava promuovendo con due gruppi contemporaneamente.
A dicembre, Chae-yeon viene presa nel web drama fantascientifico 109 Strange Things, recitando insieme all'attore Choi Taejoon.
A febbraio le I.O.I si sciolgono ufficialmente. Successivamente Chaeyeon recita nel dramma romantico e fantasy Reunited Worlds, nel ruolo della versione più giovane della protagonista. In seguito recita in un'altra fiction fantascientifica, I Am, facendo il ruolo di un'androide.
Partecipa al secondo album in studio delle DIA, YOLO, che viene rilasciato il 19 aprile. Il 22 agosto il gruppo pubblica il terzo EP, Love Generation, con il suo repackage che viene pubblicato il 12 ottobre sotto il titolo di Present.
A dicembre annuncia di partecipare al reality show di SBS Law of the Jungle in Patagonia per la loro edizione speciale in Cile.

### 2018-presente: Nuovi ruoli, assenza dalle DIA e riunione delle I.O.I
Nel 2018 le viene assegnata una parte nel suo primo film, Live Again, Love Again, che è andato in onda a febbraio dello stesso anno. Nello stesso mese Chaeyeon annuncia di partecipare come MC del programma musicale di KBS Inkigayo.
Ad agosto le DIA pubblicano il loro quarto EP Summer Ade, con il singolo "WooWoo".
Sempre nel 2018 Jung partecipa nella sua prima serie TV come protagonista, To. Jenny.
Nell'aprile 2019 Chaeyeon partecipa come protagonista nella serie TV di Netflix My First First Love. Nello stesso mese le Dia pubblicano il quinto EP, Newtro, con il singolo "Woowa". A fine maggio 2020 la MBK annuncia che Chaeyeon non sarebbe stata presente al prossimo album delle DIA, Flower 4 Seasons, ma che sarebbe comunque rimasta nel gruppo.
Il 4 maggio 2021 Chaeyeon si unisce agli altri membri delle I.O.I per festeggiare il 5º anniversario di debutto del gruppo in un livestream show intitolato "Yes, I Love It!".
A settembre 2022 va in onda High School in Seoul - La scuola dei ricchi, un drama della MBC in cui Chaeyeon ha le vesti di Na Joo-hee.